# K Koke
K Koke, właśc. Kevin Georgiou (ur. 22 maja 1985 w Stonebridge) – angielski raper z grecko-cypryjskim pochodzeniem.

## Kariera muzyczna
Jego pierwszy mixtape, „Pure Koke Volume One”, powiązany był z kulturą undergroundu. Volume 1 był dostępny za darmo w internetowych punktach sprzedaży. Podpisał kontrakt z firmą Roc Nation prowadzoną przez Jay-Z. Wykonał „Fire In The Booth” Charliego Slotha.
Koke, chociaż dopiero co podpisał kontrakt z Roc Nation, był w trakcie wydawania swojej płyty – „Pure Koke Volume Two”. Wydał teledyski dla „Nobody But Us” i dla „Lord Knows”. Wydał również klip wideo dla utworu „Streets Are Cold” razem z Malikiem MD7. Etap promocyjny jego płyty został gwałtownie zatrzymany, ponieważ Koke został aresztowany za próbę morderstwa. Oznaczało to, że „Pure Koke: Volume 2” zostanie wydane z bardzo mało promocją ze względu na nieobecność Gorgeiou.
K Koke został wyrzucony ze studia nagraniowego Roc Nation, gdyż nie spełniał on wymagań.

## Próba morderstwa
Koke został oskarżony o próbę morderstwa niezidentyfikowanego 27-letniego piłkarza na dworcu kolejowym w Harlesden 9 marca 2011 roku. Mieli mu pomagać czterej nastolatkowie, którzy zostali wysłani na pobyt w areszcie podczas trwającego procesu w październiku 2011 roku. Ofiara została postrzelona w plecy. Umowa Koke z firmą Roc Nation nie została zerwana przez wzgląd na jego aresztowanie. Koke stanął przed sądem 4 października 2011 roku i został uniewinniony ze wszystkich zarzutów 3 listopada 2011 roku po 7 miesiącach przebywania w więzieniu.

## Dyskografia

### Albumy studyjne
| Rok  | Dane dot. albumu                                                                                  |
| ---- | ------------------------------------------------------------------------------------------------- |
| 2021 | I Ain't Perfect - Data: 31 października 2021 - Wydawca: STAY BIZZY - Format: CD, digital download |

### Rozszerzone wersje
| Rok  | Dane dot. albumu                                                                                  |
| ---- | ------------------------------------------------------------------------------------------------- |
| 2011 | Koke, Vol II - Data: 25 marca 2011 - Wydawca: Sony Music Entertainment - Format: digital download |
| 2018 | FFF Prison - Data: 30 marca 2018 - Wytwórnia: USG Entertainment - Format: digital download        |

### Mixtape’y
| Rok  | Dane dot. albumu                                                                                                 |
| ---- | --- |
| 2010 | Pure Koke: Volume 1 - Data: 8 kwietnia 2010 - Wydawca: Suspect ENT/Ruthless Records - Format: digital download   |
| 2011 | Pure Koke: Volume 2 - Data: 25 marca 2011 - Wytwórnia: USG Entertainment - Format: digital download              |
| 2012 | Pure Koke: Volume 3 - Data: 10 stycznia 2012 - Wytwórnia: Homealone/USG Entertainment - Format: digital download |
| 2017 | Pure Koke: Volume 4 UK: 60 - Data: 7 lipca 2017 - Wytwórnia: USG Entertainment - Format: digital download        |

### Single
| Rok  | Tytuł                                    | Najwyższa pozycja na listach | Najwyższa pozycja na listach | Certyfikaty                | Album           |
| Rok  | Tytuł                                    | UK                           | SCO                          | Certyfikaty                | Album           |
| ---- | ---------------------------------------- | ---------------------------- | ---------------------------- | -------------------------- | --------------- |
| 2012 | „Turn Back” (gośc. Maverick Sabre)       | 70                           | –                            |                            | I Ain't Perfect |
| 2013 | „Lay Down Your Weapons” (gośc. Rita Ora) | 18                           | 19                           |                            | I Ain't Perfect |
| 2013 | „My Time” (gośc. Bridget Kelly)          | 52                           | –                            |                            | I Ain't Perfect |
| 2019 | „Robie YEAH” (oraz Malik Montana)        | –                            | –                            | - ZPAV: 2× platynowa płyta | Import / Export |